# El tesoro del rey Midas
El tesoro del rey Midas és una pel·lícula espanyola d'animació del 2010 dirigida per Maite Ruiz de Austri. Seqüela d' Animal channel, produïda per Iñigo Silva per l'entitat Extra! i escrita pel guionista Juan Velarde.

## Sinopsi
Després del seu ardu treball com a reporters, la cigonya Cathy, el ratolí Nico i el lloro Lorri es preparen per a començar unes merescudes vacances. No obstant això, els seus plans canvien quan Papà Ratolí rep un missatge S.O.S. I és que, segons sembla, dos reporters de la cadena de televisió ACH (Animal channel) estan sent perseguits per un estrany monstre mentre graven un reportatge en la selva Horripilant. Decidits a ajudar els seus companys, Cathy, Nico i Lorri emprenen un viatge ple d'aventures.

## Participació a festivals
La pel·lícula ha participat en la Setmana de Cinema Fantàstic i Terror de Sant Sebastià.

## Premis
XVI Premis Goya
| Categoria                    | Persona                      | Resultat |
| ---------------------------- | ---------------------------- | -------- |
| Millor pel·lícula d'animació | Millor pel·lícula d'animació | Nominada |